# Stortjärnen (Älvsby socken, Norrbotten, 732018-170274)
Stortjärnen är en sjö i Älvsbyns kommun i Norrbotten och ingår i Piteälvens huvudavrinningsområde.